# وليد (اسم)
وَلِيد هو اسم علم مذكر من أصل عربي، مشتق من الجذر ولد، والوليد هو المولود حين يولد.

## شخصيات تحمل الاسم
- الوليد بن عبد الملك
- الوليد بن طلال بن عبد العزيز آل سعود
- الوليد بن المغيرة
- الوليد بن يزيد
- الوليد بن عتبة بن ربيعة
- وليد جنبلاط

- وليد اسماعيل

## وصلات خارجية
- موسوعة السلطان قابوس لأسماء العرب